# Augusto Zampini-Davies
Augusto Zampini-Davies (* 25. Juli 1969 in Buenos Aires) ist ein argentinischer römisch-katholischer Priester und Sozialethiker.

## Leben
Augusto Zampini besuchte zunächst das St. Brendan College (1975–1986) und studierte Rechtswissenschaften an der Pontificia Universidad Católica Argentina (1987–1993). Von 1993 bis 1997 war er Anwalt für verschiedene nationale und internationale Banken in Argentinien tätig sowie als Anwalt mit Schwerpunkt Mergers & Acquisitions bei der Großkanzlei Baker McKenzie.
Er studierte von 1997 bis 2004 Philosophie und Theologie an der Pontificia Universidad Católica Argentina und empfing 2004 die Priesterweihe. Er war Kaplan in verschiedenen Pfarreien und Institutionen in Argentinien, von denen sich viele in den ärmsten Gegenden des Großraums Buenos Aires befanden. An der Universidad del Salvador absolvierte er von 2004 bis 2006 ein
Masterstudium in Moraltheologie. An der britischen University of Bath absolvierte er ein Masterstudium in Internationaler Entwicklung (2009–2010) und an der Roehampton University in London ein theologisches PhD-Studium mit Schwerpunkt Sozialethik (2010–2014). Er war Postdoktorand am Margaret Beaufort Institute of Theology der University of Cambridge (2013–2014).
Zampini unterrichtete ab 2006 Theologie, christliche Ethik und Menschenrechte an verschiedenen Universitäten in Argentinien und Großbritannien. Er war Dozent für Fundamentaltheologie, Tugendethik, Familien- und Sexualethik an der Pontificia Universidad Católica Argentina (2006–2008) und Dozent an der Universidad del Salvador für Sozial- und Fundamentaltheologie (2007–2008). Er war Honorary Fellow an der Durham University (2015–2018) sowie an der Roehampton University. Sein Forschungsgebiet ist die Sozialethik. Er hat, auch zusammen mit Papst Franziskus, zur katholischen Soziallehre und dem Sozialkatholizismus im Allgemeinen zahlreiche Beiträge veröffentlicht.
Er war von 2010 bis 2017 theologischer Berater bei Catholic international development charity (CAFOD) für England und Wales mit den Schwerpunkten Recht, Christliche Ökologie und Soziallehre. Als Priester arbeitete Augusto Zampini in der Pfarre Heilige Apostel im Erzbistum Westminster (2014–2017) und war Ad-hoc-Berater von Kardinal Vincent Nichols, dem Erzbischof von Westminster und Vorsitzender der katholischen Bischofskonferenz von England und Wales, in Umweltfragen. Er ist Mitglied verschiedener Organisationen wie der Digby Stuart Research Centre for Religion, Society and Human Flourishing an der Roehampton University, der Association of Teachers in Moral Theology of Great Britain, der Catholic Theological Association of Great Britain und der European Society of Catholic Theology sowie der Sociedad Argentina de Teología.
Zampini gilt als Experte für Wirtschafts- und Umweltethik. 2018 wurde er von Papst Franziskus zur Amazonien-Synode beigezogen. Seit 2017 hat er die Leitung im vatikanischen Dikasterium für die ganzheitliche Entwicklung des Menschen für die Abteilung „Entwicklung und Glaube“ inne, die mit Wirtschafts- und Finanzfragen, Arbeit und sozialen Bewegungen, indigenen Völkern und Frieden befasst ist.
Papst Franziskus ernannte Zampini am 8. April 2020 neben Sekretär Bruno Marie Duffé zum beigeordneten Sekretär des Dikasteriums für die ganzheitliche Entwicklung des Menschen, das von Kardinal Peter Turkson geleitet wird. Am 26. August 2021 wurden er und Duffé durch Alessandra Smerilli ersetzt und seine Rückkehr in die Heimatdiözese bekanntgegeben.